# Théophile Viard
Théophile Viard est un homme politique français né le 5 mars 1849 à Langres (Haute-Marne) et décédé le 21 septembre 1931 à La Garenne-Colombes (Hauts-de-Seine).

## Biographie
Horticulteur, il est député de la Haute-Marne de 1910 à 1914, inscrit au groupe des Républicains radicaux-socialistes.

## Sources
- « Théophile Viard », dans le Dictionnaire des parlementaires français (1889-1940), sous la direction de Jean Jolly, PUF, 1960 [détail de l’édition]